# Наукова фантастика Перу
У Перу існує літературна традиція, але, як і в інших країнах Латинської Америки, наукова фантастика все ще перебуває в процесі розвитку. В останні десятиліття відбулося відродження наукової фантастики, яке спонукали фензини, літературні групи та деякі письменники, які схиляються до цього жанру. Створенню просторів, де можна знайти перуанську наукову фантастику, сприяє Інтернет.

## Історія
Перший перуанський роман був науково-фантастичним. Йдеться про Ліму через сто років від Хуліана Мануеля дель Портільо, опублікованого частинами (з липня 1843 по січень 1844) у газеті El Comercio. Оформлений у стилістичних канонах того часу, він мав ознаки готичного та науково-фантастичного роману з елементами фантастики, утопії та передчуття. Для довідки: перший роман Жуля Верна (який також був його першим науково-фантастичним твором «Париж двадцятого століття») був написаний лише в 1859 році.
У романі Артур і його друг Карлос з'являються в Лімі і Куско в 1943 році після ста років втрати свідомості, викликаної генієм. Вони бачать, що Англія більше не є світовою державою минулого, що Росія тепер є першою світовою державою завдяки своїй співпраці з Китаєм, і що Перу зараз є високорозвиненою країною. Вони обмінюються між собою листами, які перевозяться дирижаблями, які щодня сполучають обидва міста. Куско має фантастичну архітектуру: тут побудована гігантська піраміда в 225 поверхів і висотою 3 кілометри, а також бібліотека, в якій зберігається 12 мільйонів книг. Тунель починається від Арекіпи, перетинає вулкан і досягає внутрішньої частини піраміди. Ці ідеї також роблять роман першою архітектурною утопією.

## Письменники
- Хуан Мануель Портільйо: Ліма через сто років (1843)
- Клементе Пальма: вступаючи в ХХ століття, він був першим, хто писав науково-фантастичні історії. Це Остання блондинка, представлена в Зловмисних оповіданнях (1904), і Трагічний день, представлена у другому виданні Зловмисних оповідань" 1913 року. Також написав XYZ (1934)
- Гектор Веларде: Сука на супутнику (1958) і Чоловік із тонго! (1950)
- Хосе Адольф: До смерті (1971), Завтра щури (1977), В пам'ять і Кінці світу (2003)
- Хосе Донайр Гофкен: Машина казкової мрії (1999) і НЛО боліт (2017).
- Карлос де ла Торре Паредес: Старі дикуни — спадкоємці космосу Peithos Editores (2012), роман, нагороджений другою почесною відзнакою IV Премії за короткий роман Перуанської книжкової палати 2012, SOS — спадкоємці космосу Ediciones CTP — Cultura, y toda popular (2016), Їх мало, але вони є Ediciones CTP — Cultura, y toda popular (2016).
- Даніель Сальво: Коханець Ірен (2003), Ім'я не важливо (2009), Перший перуанець у космосі (2014).
- Енріке Прохазка: Сорок складів, чотирнадцять слів (2005), Тест Тюрінга (2005), Єдина пустеля (1997), Дім (2004)
- Педро Новоа: Будь ласка, вставте чотири монети песо, Артефакт (2004), Два виділених слова, Питання дальтонізму (2006)
- Джанкарло Стагнаро
- Хуан Рівера Сааведра
- Мануель Антоніо Куба: Сталкінг (2003)
- Хосе Мануель Естремадойро: Glasskan чудова планета (1971)
- Віктор Претель
- Луїс Антоніо Боланос
- Хосе Деллеп'ян: Eкo, оповідання, яке є частиною книги «Subtle Swarm», перше видання (2004) Три боги, оповідання, фіналіст премії Хуана Рульфо 2008
- Луїс Арбайса: Thecnets 2010
- Таня Тиняля: Місто нікталопів (2003)
- Алексіс Іпаррагірре: Перелік кораблів (2005), Вогонь натовпу (2016)
- Антоні Льянос Санчес: Герої та легенди Avernia (2007), Франкенштейн Стімпанк (2014), Стімпанк-перевертень (2014), Авернія перетинає море штормів і тризубів (2015), Немертвий світ (2016), Помста (2016).
- Карлос Енріке Сальдівар: Науково-фантастичні історії (2008)
- Карлос Ечеваррія: Забута планета I. Звільнення (2012), Багряна галактика (2015), Забута планета II. Опір (2016)
- Карлос Віра Скамароне: Парадокс очерету (2014)
- Джим Родрігес: Апокаліпсис. Машина часу (2015)
- Хосе Ґуїч Родрігес: Примхи розуму (2015)
- Джулз Грін: «Блок» (2017)
- Сарко Медіна Хіноджоса: Екеко та нездійсненні бажання — Алетея (2019)
- Крістіан Баллес: Під чорною хмарою (2021)

## Антології
- Продам марсіан. Зразок перуанських науково-фантастичних оповідань (вибір і пролог Хосе Донайре Хофкена), Ліма, Ediciones Altazor, 2015, ISBN 978-612-4215-87-2
- Елтон Хонорс: Новини з майбутнього. Антологія перуанської науково-фантастичної казки 21 століття, Ліма, Ediciones Altazor, 2019.